# Chalcosyrphus chlorops
Chalcosyrphus chlorops är en tvåvingeart som först beskrevs av Hull 1948.  Chalcosyrphus chlorops ingår i släktet mulmblomflugor, och familjen blomflugor.
Artens utbredningsområde är Venezuela. Inga underarter finns listade i Catalogue of Life.